# Descontinuidade de Conrad
A descontinuidade de Conrad corresponde ao limite sub-horizontal na crosta continental no qual a velocidade da onda sísmica aumenta de maneira descontínua. Este limite é observado em várias regiões continentais a uma profundidade de 15 a 20 quilômetros, porém não é encontrado em regiões oceânicas.
A descontinuidade de Conrad (em homenagem ao sismólogo Victor Conrad) é considerada o limite entre a crosta continental superior e a inferior. Não é tão pronunciada quanto a descontinuidade de Mohorovičić e ausente em algumas regiões continentais. Até meados do século XX, a crosta superior das regiões continentais consistia de rochas félsicas como granito (sial, para sílica-alumínio) e a inferior consistia de rochas máficas mais ricas em magnésio, como o basalto (sima, para sílica-magnésio). Portanto, os sismólogos da época consideravam que a descontinuidade de Conrad deveria corresponder a um contato nitidamente definido entre as duas camadas quimicamente distintas, sial e sima.
No entanto, a partir dos anos 1960, essa teoria foi fortemente contestada entre os geólogos. O significado geológico exato da descontinuidade de Conrad ainda não está esclarecido. A possibilidade de que ele represente a transição a partir de fácies anfibolito para o metamorfismo de fácies granulito recebeu algum apoio pelas observações da parte central elevada da cratera de Vredefort e do cráton de Kaapvaal.